# Trevor Lissauer
Trevor Ryan Lissauer (nacido el 29 de octubre de 1973, Dallas, Texas) es un actor y músico estadounidense conocido por su papel de Miles Goodman en el sitcom Sabrina, cosas de brujas.

## Carrera

### Interpretación
Lissauer empezó su carrera interpretativa en 1992 al realizar su primera audición para una película de Roger Corman llamada The Skateboard Kid. Es conocido por interpretar a Miles Goodman en Sabrina, cosas de brujas, desde 2000 hasta 2002. 

### Música
Lissauer ha publicado dos álbumes por su cuenta hasta la fecha; el primero, auto-titulado, en 2001, y el segundo, Transit Plaza salió en 2003 y ha sido relanzado en iTunes como un álbum de The Glass Plastiks. Decidió que la banda para la que tocaba, compuesta por Keith Tenenbaum y Barry Wittaker, debería tener un nombre y los tituló The Glass Plastiks. La banda realizó unos cambios. Whittaker abandonó y Dimitrios Farougias tocó el bajo y Chris Null se convirtió en guitarrista principal. El 16 de julio de 2009, lanzaron "Time to Exist". La música de la banda ha sido presentada en el espectáculo de televisión Nip/Tuck y en el DVD de Party of Five. En 2012 Lissauer resurgió con un nuevo proyecto musical llamado Animal Cloud con el batería de Glass Plastiks, Keith Tenenbaum. Animal Cloud está influenciado por bandas como MGMT, Empire of the Sun, Radiohead, Sigur Ros, y M83. 

## Filmografía

### Películas
| Año  | Título                            | Papel            | Notas                |
| ---- | --------------------------------- | ---------------- | -------------------- |
| 1993 | The Skateboard Kid                | Zack             |                      |
| 1997 | An American Vampire Story         | Frankie          |                      |
| 1998 | Erasable You                      | Sr. Green        |                      |
| 1999 | Clubland                          | Chico patinador  | No acreditado        |
| 2000 | In Memory of My Father            | Fotógrafo inglés |                      |
| 2001 | Clay Pride: Being Clay in America | Steve            | Cortometraje         |
| 2002 | Hold On                           | Cortometraje     |                      |
| 2003 | Eden's Curve                      | Joe              |                      |
| 2009 | Scream of the Bikini              | Grande Zaracay   |                      |
| 2009 | American Cowslip                  | Jim Bob          |                      |
| 2012 | From the Head                     | Russell          |                      |
| 2012 | Lionhead                          | Frank Harrison   |                      |
| 2016 | La La Land                        | Valet            | Dir. Damien Chazelle |

### Televisión
| Año       | Título                            | Papel                      | Notas                               |
| --------- | --------------------------------- | -------------------------- | ----------------------------------- |
| 1993      | Running the Halls                 | David Reese                | 13 episodios - habitual de la serie |
| 1994      | Lifestories: Families in Crisis   | Jeremy Clifton             | Estrella invitada                   |
| 1998      | Encore! Encore!                   | Estrella invitada          |                                     |
| 1998      | Beyond Belief: Fact of Fiction    | Ben                        | Estrella invitada                   |
| 1999      | Undressed                         | Z                          | Estrella invitada                   |
| 1999      | Felicity                          | Andrew                     | Estrella invitada                   |
| 1999      | Roswell                           | Octavio                    | Estrella invitada                   |
| 2000-2003 | Sabrina, cosas de brujas          | Miles Goodman              | 39 episodios - habitual de la serie |
| 2006      | Reno 911!                         | Henry Junior, Jr.          | Estrella invitada                   |
| 2014      | Grumpy Cat's Worst Christmas Ever | Jack el Jack Russell (voz) | Actor de reparto                    |